# Diana Lorena Rubio Navarro
María Diana Lorena Rubio Navarro (Querétaro, Querétaro, 27 de marzo de 1977), conocida como Diana Rubio, es docente, científica y divulgadora mexicana, dedicada a impulsar la educación STEAM en México. Ganadora del premio docentes extraordinarios a nivel México por el National Teacher Prize en 2010, nominada y finalista al premio docentes extraordinarios a nivel internacional que otorga la UNESCO en asociación con la fundación Varkey en 2021. La revista Forbes la reconoció como una de las 100 mujeres más poderosas de México en 2022.

## Biografía
Sus padres son originarios de Guanajuato, soldador y ama de casa, cuenta con 1 hermana y 2 hermanos, Diana Rubio fue la primera integrante de su familia en tener un grado de licenciatura y en dedicarse a las ciencias.
Estudió la licenciatura en Educación Física, una maestría en Ciencias y un doctorado en Ciencias Biomédicas por el Instituto de Neurobiología de la Universidad Nacional Autónoma de México UNAM.
Inició como maestra de primaria, secundaria y preparatoria impartiendo clases de educación física. En su trayectoria como maestra conoció a la Dra. Harmony quien fue su mentora y la invitó a participar en su laboratorio; a partirr de ahí empezó a enamporarse de las ciencias. En 2011 ingresó a trabajar en un bachillerato en áreas de ciencias experimental, biología, biofísica, bioquímica. Actualmente es profesora en el Centro de Bachillerato Tecnológico Industrial y de Servicios CBTIS no. 118 Josefa Ortiz de Domínguez, en Corregidora, Querétaro.

### Innovación
La maestra Rubio Navarro tiene su enfoque especialmente en la Tecnología y en promover que sus alumnas elijan carreras relacionadas con Ciencia, Tecnología, Ingeniería y Matemáticas. Para lograr esto transformó su dinámica de dar clases, formó un club de ciencias, buscando en su paso por las aulas construir la imagen de la ciencia como algo atractivo e interesante para ellas.A pesar de que su pasión es inspirar a niñas y jóvenes a que se dediquen en la tecnología, su club de ciencias es mixto, ahí hombres y mujeres pueden desarrollar su talento. Dentro de las actividades que desarrolla y que considera claves es generar en sus alumnos el pensamiento científico básico, para cuestionar, generar preguntas, registrar, analizar y concluir. Promueve la tecnología y su aprendizaje a través de ferias, imparte talleres y shows de ciencias, que llevan a escuelas para detonar semilleros científicos.

### Vinculación
Su trabajo como divulgadora científica es reconocido a nivel nacional dentro del sistema DGETI, en donde implementa el programa MujereSTEAMDGETI.Es cofundadora de Scienko México y coordinadora nacional del programa Innovando Tus Sueños para México. A nivel internacional es gestora de trabajo colaborativo con docentes de otros países como Perú, Egipto y Suecia, Miembro de la Red para la Divulgación de la Ciencia en el Estado de Querétaro, Integrante de la Asociación Educativa Global, Coordinadora para México en Eco Training Center Suecia, Embajadora de Scientix para México.

### Reconocimientos
Diana Rubio es reconocida por implementar dinámicas innovadoras en la enseñanza de la ciencia, motivo por el que es reconocida como una de las mejores docentes de México.
- 2010 Mejor docente en México por el National Teacher Prize por sus esfuerzos en impulsar el Movimiento STEAM.

- Ganadora del premio Docentes Extraordinarios: National Teacher Prize México, promovido por la organización Movimiento STEAM en 2020.[21]
- Una de las 10 finalistas en el Global Teacher Prize, en este evento auspiciado por la por Fundación Varkey y por la UNESCO.[22][23]
- Reconocida como una de las 100 mujeres poderosas por la revista Forbes en 2022.[24]